# العزابة (أولاد حمو)
العزابة هو دُوَّار يقع بجماعة كرديد، إقليم سيدي بنور، جهة الدار البيضاء سطات في المملكة المغربية. ينتمي الدوّار لمشيخة أولاد حمو التي تضم 12 دوار. يقدر عدد سكانه بـ 22 نسمة حسب الإحصاء الرسمي للسكان والسكنى لسنة 2004.

## روابط خارجية
- البوابة الوطنية للجماعات الترابية
- المندوبية السامية للتخطيط